# Cirkwehrum
Cirkwehrum is een dorp in de Duitse deelstaat Nedersaksen. Bestuurlijk maakt het deel uit van de gemeente Hinte, gelegen in de Landkreis Aurich in Oost-Friesland.
Bij het dorp heeft in de veertiende eeuw een borg gestaan. Deze borg werd vernield door Ocko II tom Brok, toen deze een bijna geslaagde poging deed om geheel Oost-Friesland onder zijn controle te krijgen. De dorpskerk uit die tijd is inmiddels ook verdwenen. De huidige kerk dateert uit 1751.